# Adrian Henri
Adrian Henri (Birkenhead, 10 aprile 1932 – Liverpool, 20 dicembre 2000) è stato un poeta britannico che, oltre a Roger McGough e Brian Patten, ha rappresentato lo stile dei giovani poeti chiamati Mersey Sound alla fine degli anni '60.

## Biografia
Le sue prime poesie sono apparse nel 1967 insieme a opere di Brian Patten e Roger McGough nel decimo volume di Penguin Modern Poets di straordinario successo con il titolo The Mersey Sound e apparteneva ai cosiddetti "Liverpool Poets" insieme a McGough e Patten. Il volume ebbe un tale successo che apparve nel 1974 e nel 1983 in nuove edizioni ampliate.
Il successo del libro lo ha portato ad apparire con il gruppo di performance artistiche multimediali Liverpool Scene tra il 1968 e il 1970.
Il suo lavoro più ampio è Autobiography (1971), un'antologia indagatrice, onesta e allo stesso tempo non influenzata. Le sue ultime raccolte di poesie includono The Best of Henri (1975), From the Loveless Motel (1980), Penny Arcade (1983), Wish You Were Here (1990) e Not Fade Away (1994). Insieme alla poetessa scozzese Carol Ann Duffy, nel 1977 ha pubblicato il volume delle poesie Beauty and the Beast.
Nel 2000 è stato uno dei destinatari del Cholmondeley Award assegnato dalla Society of Authors.
Oltre alle sue attività di scrittura, era anche attivo come pittore, per cui le sue opere contenevano la stessa cultura Pop Art immediata delle sue opere letterarie.